# Magyar Lajos (újságíró)
Magyar Lajos (1908-ig Milhofer, írói álnevein: Nemo, Hunor) (Istvándi, 1891. november 25. – Moszkva, butovói kivégzőhely, 1937. november 2.) magyar kommunista újságíró, Péchy Blanka színésznő férje.

## Életrajza
Milhofer Ignác és Beck Lujza gyermekeként született zsidó családban. 1910–11-ben a Pécsi Hírlap, majd 7 évig a Világ munkatársa. A Szellemi Termékek Országos Tanácsa sajtóbizottságának a vezetője volt 1919-ben. 1919 júniusában Az Ember című lapban közzétett Szabó István az ellenforradalom publicistája című cikke miatt sajtó útján elkövetett rágalmazás vádjával került bíróság elé. A Magyarországi Tanácsköztársaságban játszott szerepéért tíz évi börtönre ítélték, de 1922-ben a szovjet–magyar fogolycsere-akciónak köszönhetően a Szovjetunióba távozott, ahol belépett a kommunista pártba.
1922-től 1926-ig a TASZSZ és a Pravda munkatársa volt. 1926-27-ben Kínában dolgozott diplomataként. Ő irányította a védekezést a sanghaji szovjet főkonzulátus elleni 1927. november 7-ei fegyveres támadás során.
Moszkvába visszatérve kutatóként és egyetemi előadóként helyezkedett el. Az ázsiai országok szocioökonómiai problémáival foglalkozott. 1935-ben a Kirov elleni merényletben való részvétel vádjával letartóztatták. 1937. november 2-án a Szovjetunió Legfelsőbb Bíróságának Katonai Kollégiuma bűnösnek találta és halálra ítélte, 1940. július 17-én kivégezték, 1956. június 30-án rehabilitálták.

## Emlékezete
Pécsett utca viseli a nevét. Felesége, Péchy Blanka 1986-ban díjat alapított az emlékére újságírók számára.

## Fontosabb művei
- Háborús Balkán (Bölöni Györggyel, Bp., 1912)
- A magyar forradalom. Élmények a forradalom főhadiszállásán (Bp., 1919)
- „Mária Nosztra”. Riportsorozat apácabörtönőrökről és kommunista rabnőkről (New York, é. n., de 1925 előtt)[15][16]
- The world economic crisis and the end of capitalist stabilisation (New York, é. n.)
- Die rote Hölle. Die Wahrheit über die bolschewistischen Gefängnisse (Berlin, 1924)
- Ocserki po ekonomike Kitaja (Moszkva, 1930)
- Késői tudósítások (Sajtó alá rendezte, bevezette Péchy Blanka, Bp., 1966)